# 引千切
引千切（ひちぎり）とは、餅と餡で作られる和菓子の一つ。その形からあこや餅とも呼ばれることもある。

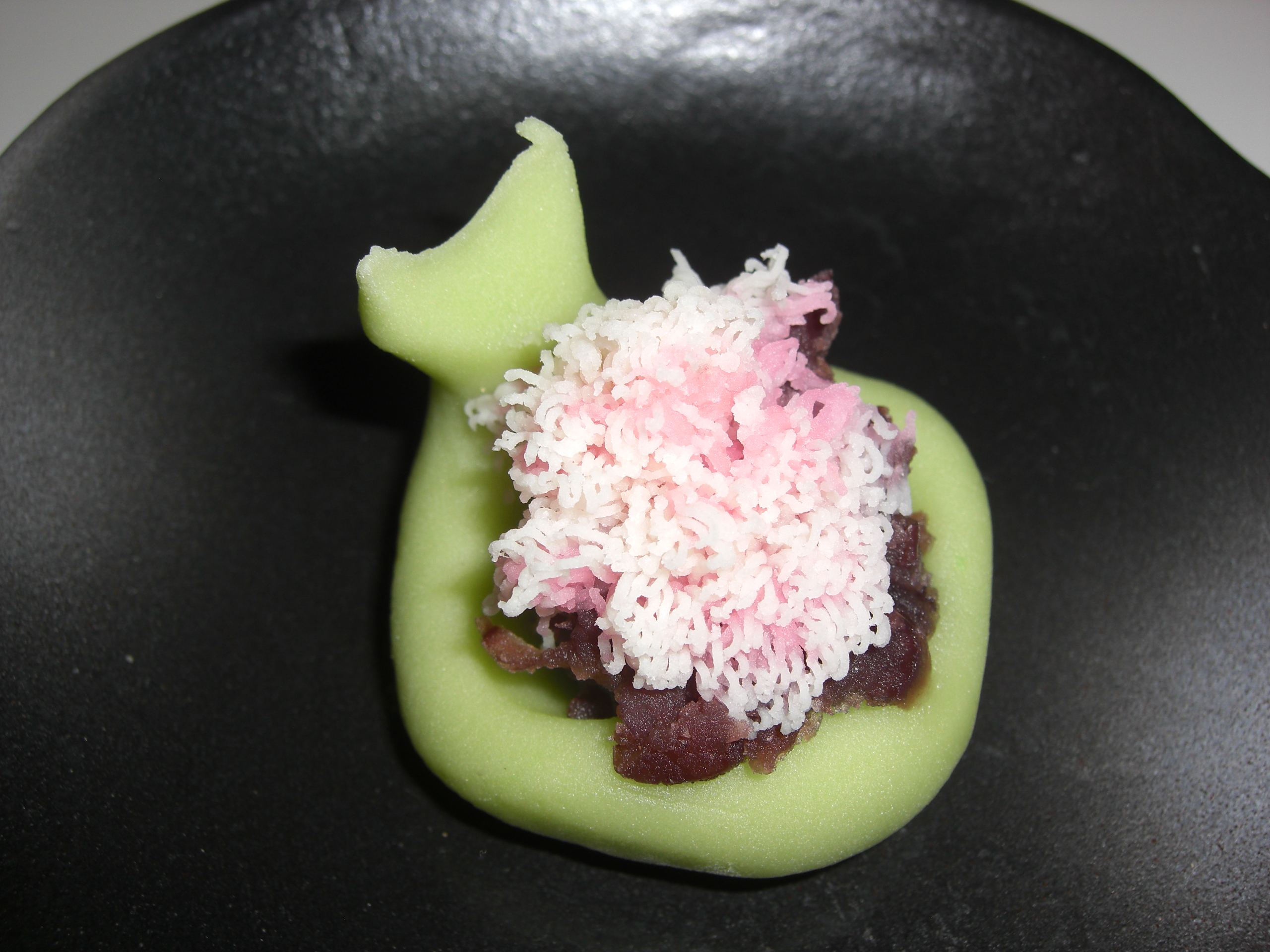
こなし製のひちぎり

白餅を丸く伸ばしてくぼみを作り、その端の一カ所に引きちぎったような取っ手らしき形を添える。くぼみには餡を乗せる。宮中で人手が足りない時に餅を丸める手間を惜しんで引きちぎったのが始まりと言われる。
餅は白餅に限らず、よもぎ餅などを用いることもある。餡も粒餡と漉し餡とある。
京都の雛祭りには欠かせないとされる。
その他にも、各地の祝い事に用いられることがある。